# Fijipetrell
Fijipetrell (Pseudobulweria macgillivrayi) är en mycket sällsynt havsfågel i familjen liror. Arten har enbart observerats i närheten av Gau Island på Fiji och länge ansågs den vara utdöd.

## Utseende
Arten beskrivs som 30 centimeter lång med mörk chokladbrun fjäderdräkt, möjligen mörkare i ansiktet. Den har mörk iris och näbb, ljusblå partier på fötterna.

## Utbredning och historik
Arten var först endast känd genom ett exemplar av en subadult individ funnen 1855 på Gau Island, Fiji av en naturvetare som reste med HMS Herald och som tog med detta specimen till British Museum i London. Länge trodde man att arten var utdöd tills 1983 då den observerades igen. I april 1984 fångades och senare släpptes en adult individ på Gau Island som då fotograferades. 1985 observerades en nyligen flygg unge på ön.
I modern tid har arten observerats 21 gånger på Gau Island, de flesta fynd från ungfåglar som landat på hustak i byarna Nawaikama, Levukaigua och Nukuloa, varav många har dött. Fyra av dessa har resulterat i specimen. Arten tros häcka bland de stora antal halsbandspetreller (Pterodroma brevipes) som häckar i otillgängliga skogsområden på ön, där det idag finns mer än 70 km² lämplig skogsbiotop för häckning.
Den enda bekräftade observationen till havs var utanför Gau i maj och oktober 2009, med som mest tre individer tillsammans. Helmörka Pseudobulweria-petreller har observerats i Bismarcksjön, men det är fortfarande oklart om dessa är fijipetreller.

## Fijipetrellen och människan

### Status och hot
Arten bedöms som akut hotad (CR) av CITES och IUCN eftersom de få observationer som gjorts av arten indikerar att populationen är mycket liten och att den har ett litet häckningsområde. Arten bedöms vara hotad av introducerade råttor men även av katter och grisar som äter deras ägg och ungar. De är skyddade enligt Fijis lagar och man hoppas med hjälp av detta att beståndet ska öka.

### I kulturen
Arten är avbildad på en av Fijis sedlar.

### Namn
Det vetenskapliga artepitetet macgillivrayi har den fått efter den skotske naturalisten John MacGillivray.